# Endgame (album av Rise Against)
Endgame är det sjätte studioalbumet från amerikanska punkrock-bandet Rise Against. Det är inspelat i The Blasting Room och har producerats av Bill Stevenson och Jason Livermore. Albumets titel avslöjades den 22 december 2010 av SPIN. Rise Against började mixa albumet i januari 2011, och albumet släpptes 15 mars 2011.

## Låtar[2]
All sångtext är skriven av Tim McIlrath, alla låtar är komponerade av Tim McIlrath, Joe Principe, Brandon Barnes och Zach Blair.
| Nr  | Titel                               | Längd |
| --- | ----------------------------------- | ----- |
| 1.  | Architects                          | 3:43  |
| 2.  | Help Is on the Way                  | 3:57  |
| 3.  | Make It Stop (September's Children) | 3:55  |
| 4.  | Disparity By Design                 | 3:49  |
| 5.  | Satellite                           | 3:59  |
| 6.  | Midnight Hands                      | 4:18  |
| 7.  | Survivor Guilt                      | 4:00  |
| 8.  | Broken Mirrors                      | 3:55  |
| 9.  | Wait for Me                         | 3:40  |
| 10. | A Gentlemen's Coup                  | 3:46  |
| 11. | This Is Letting Go                  | 3:41  |
| 12. | Endgame                             | 3:24  |

| 13. | Lanterns |  |

| 14. | The Good Left Undone (Live) (From Appeal to Reason) |  |